# Донецький національний університет економіки і торгівлі імені Михайла Туган-Барановського

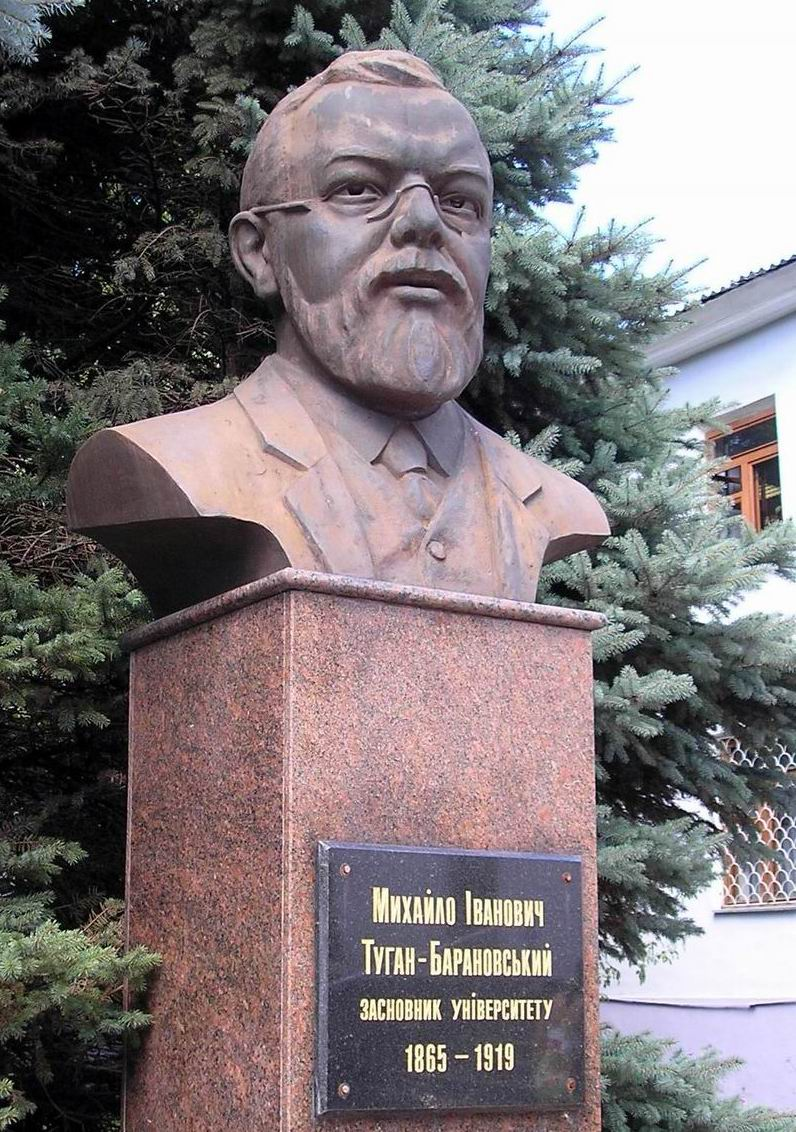
Пам'ятник Туган-Барановському біля університету

Доне́цький націона́льний університе́т еконо́міки і торгі́влі імені Михайла Туган-Барановського (ДонНУЕТ) — структурний підрозділ Криворізького національного університету, спадкоємець Київського кооперативного інституту імені М. І. Туган-Барановського та Харківського інституту радянської торгівлі.
З 2007 року має статус національного.
З вересня 2014, через російську окупацію Донецька, — евакуйований до міста Кривий Ріг.
У 2024 році реорганізований шляхом приєднання до Криворізького національного університету.

## Історія
Ініціаторами основних нововведень в діяльності університету, головною рушійною силою розвитку, лідерами в науці та освіті були ректори університету, серед яких перший ректор Птуха М. В., потім академік Воблий К. Г., проф. Руденко П. Т., Мінкевич С. А., Іванчихін О. Д., Байрачний О.А,, Фесенко Ф. Д., Філіппов В. М., Сорока І. В.
Історія ДонНУЕТ складається з чотирьох головних періодів розвитку

### Київський період
- Університет як навчальний заклад бере свій початок із Вищих кооперативних інструкторських курсів, що функціонували при Центральному Українському кооперативному комітеті з осені 1917 року
- 1 січня 1920 — з ініціативи професора М.І.Туган-Барановського на базі цих курсів було створено Український кооперативний інститут. Навчальний заклад заснований на кошти кооперативних установ України.
- 1921  — Київський Кооперативний інститут імені М. І. Туган-Барановського увійшов до складу Київського інституту народного господарства, на його базі створено кооперативно-продовольчий факультет
- 1922  — від Київського інституту народного господарства відділено продовольчо-кооперативний факультет (колишній Кооперативний інститут ім. проф. М. І. Туган-Барановського) і організовано Київський вищий кооперативний технікум
- 1926  — Київський кооперативний технікум перетворено на Кооперативний інститут ім. В. Я. Чубаря
- 1930  — на базі факультету споживчої кооперації Кооперативного інституту ім. В. Я. Чубаря організовано Київський інститут споживчої кооперації

### Харківський період
- 1934  — Київський інститут споживчої кооперації переведено до міста Харкова; у результаті його злиття з Харківським планово-економічним інститутом організовано Всеукраїнський інститут споживчої кооперації
- 1936  — до складу Всеукраїнського інституту споживчої кооперації входить Український інститут державної торгівлі; організовано Український інститут радянської торгівлі
- 1940  — інститут змінює назву: Харківський інститут радянської торгівлі
- 1959  — Харківському інституту радянської торгівлі передано студентів Всесоюзного заочного інституту радянської торгівлі, які проживали на території Української РСР. Одночасно з контингентом студентів у підпорядкування ХІРТ перейшли філіали ВЗІРТ, розташовані у містах Київ, Львів, Одеса, а також навчально-консультаційні пункти, що знаходились у містах Сімферополь, Сталіно, Харків.

### Донецький період
- 1959  — Харківський інститут радянської торгівлі переведено до м. Сталіно і перейменовано на Сталінський інститут радянської торгівлі
- 1961  — у зв'язку з перейменуванням Сталіно на Донецьк інститут одержав назву Донецький інститут радянської торгівлі
- 1992  — зміна назви: Донецький комерційний інститут
- 1997  — зміна назви: Донецький державний комерційний інститут
- 1998  — ДДКІ одержав четвертий рівень акредитації і статус університету: Донецький державний університет економіки і торгівлі
- 2000  — ДонДУЕТу присвоєно (відновлено) ім'я Михайла Івановича Туган-Барановського: Донецький державний університет економіки і торгівлі ім. М. І. Туган-Барановського
- 2007  — ДонДУЕТ одержав статус національного університету: Донецький національний університет економіки і торгівлі імені Михайла Туган-Барановського

### Криворізький період
Враховуючи складну суспільно-політичну ситуацію на Сході України та продовження збройного конфлікту на території міста Донецьк, з метою збереження життя та здоров'я громадян України, а також забезпечення конституційного права кожного на належні, безпечні і здорові умови праці (у тому числі навчання), за наказом Міністерства освіти і науки України № 1178 від 17 жовтня 2014 року «Про організацію освітнього процесу у Донецькому національному університеті економіки і торгівлі імені Михайла Туган-Барановського» з 3 листопада 2014 року до завершення збройного конфлікту на території м. Донецьк Донецький національний університет економіки і торгівлі імені Михайла Туган-Барановського проводить свою освітню діяльність (згідно з наявною ліцензією на освітню діяльність та сертифікатами про акредитацію) у м. Кривий Ріг Дніпропетровської області за адресою вул. Курчатова, 13.
Виконання обов’язків ректора з 17 жовтня 2014 року покладено на О.Б.Чернегу згідно з наказом Міністерства освіти і науки України № 535-к від 17.10.2014 «Про виконання обов’язків ректора». Функціонування у нових умовах обумовило реформування організаційної структури управління університетом (Наказ ректора № 14 від 04.11.2014 р.) — було створено інститут економіки, фінансів та обліку; інститут торгівлі, митної справи та готельно-ресторанного бізнесу.
23 квітня 2024 року уряд ухвалив рішення про приєднання Донецького національного університету економіки і торгівлі імені Михайла Туган-Барановського до Криворізького національного університету з метою створення потужного регіонального університетського центру. Відповідний наказ МОН України виданий 29.07.2024.

## Міжнародне співробітництво
Донецький національний університет економіки і торгівлі одним з перших вищих навчальних закладів в Україні розпочав роботу над міжнародними науковими проектами у межах європейської програми TEMPUS/TACIS. Учені університету успішно співпрацюють із зарубіжними партнерами також у межах програми REAP Британської Ради при фінансуванні з боку фонду «Ноу-Хау», отримавши гранти на розробку економічних курсів, починаючи з 1998 року.
Вчені ДонНУЕТу щорічно отримують гранти на участь у закордонних наукових конференціях і семінарах, публікації наукових статей у межах програм TACIS, Британської Ради, TREX, Фонду «Відродження», Агентства США з міжнародного розвитку (USAID). Тісні зв'язки ВНЗ підтримує з Каліфорнійським університетом США, Афінським університетом у Греції. 
ДонНУЕТ готує спеціалістів не тільки для сфери торгівлі та послуг, але й для інших галузей економіки, по праву ставши центром підготовки економічних кадрів у регіоні. Всупереч труднощам у країні, ВНЗ перебудовується відповідно до потреб часу, щоб тісніше інтегруватися в Європу та забезпечити незалежну Українську державу молодими кваліфікованими фахівцями.
У 2008 ДонНУЕТ здобув членство в Європейській Асоціації Університетів та Асоціації економічних університетів Південно-Східної Європи й Чорноморського регіону, а у вересні 2010 приєднався до Болонського процесу в рамках підписання Великої Хартії університетів Болоньї (Італія). Має членство у Міжнародній Асоціації торгово-економічної освіти, Асоціації «Євразійський економічний клуб учених».
В університеті діє програма “Sandwich Education”, яка спрямована на студентів та забезпечує набуття навичок роботи у бізнес-середовищі на основі дуальної освіти — комбінації навчання і роботи. Заплановані в програмі навчання з теорії тривають 6-8 місяців, а практика за кордоном — 4-6 місяців.

## Структура університету
- Інститут економіки, фінансів та обліку
- Інститут торгівлі, митної справи та готельно-ресторанного бізнесу
- Навчально-науковий відділ
- Навчально-методичний відділ
- Підрозділ з організації виховної роботи студентів
- Підрозділ технічних засобів навчання
- Підрозділ наукової роботи студентів
- Підрозділ з роботи з іноземними студентами
- Редакційно-видавничий підрозділ
- Відділ якості
- Центр «Абітурієнт»
- Центр перепідготовки, магістерської підготовки та бізнес-школа
- Центр підвищення кваліфікації
- Центр довузівської підготовки
- Бібліотека
- Бухгалтерська служба

### Технікуми
- Краматорський
- Маріупольський

### Навчально-консультаційні центри університету
- Маріуполь
- Краматорськ
- Кривий Ріг

## Відомі випускники
- Владзімірський Микола Іванович — громадський діяч, журналіст.
- Гончар Ігор Михайлович — екс-глава департаменту ДПАУ з контролю над виробництвом і оборотом спирту, алкогольних напоїв та тютюнових виробів.
- Потлова Катерина Борисівна — українська модель, дизайнерка прикрас та аксесуарів під власним брендом.
- Щербань Володимир Петрович — український політик.

## Нагороди та рейтинги
- У 1970 році Університет нагороджено Грамотою Президії Верховної Ради Української РСР.
- Подяка прем'єр-міністра України «За вагомий внесок у забезпечення розвитку освіти і науки в галузі економіки і торгівлі, підготовку висококваліфікованих фахівців для агропромислового сектора економіки та високі наукові здобутки» (2010).
- Дипломи Міністерства освіти і науки України «За міжнародне співробітництво в галузі освіти і науки» (2007); «За розвиток матеріально-технічної бази навчального закладу» (2007).
- Донецький національний університет економіки і торгівлі нагороджений срібною медаллю XI Міжнародної виставки навчальних закладів «Сучасна освіта — 2008», золотими медалями: Міжнародної спеціалізованої виставки «Освіта та кар'єра — Абітурієнт — 2010» у номінації «Досягнення у працевлаштуванні випускників вищого навчального закладу», міжнародних виставок «Інноватика в сучасній освіті» (2010 р., 2012 р., 2013 р.) у номінації «Інновації у співпраці вищих навчальних закладів з ринком праці»; Дипломами Міністерства освіти і науки України за результатами участі у міжнародних виставках «Освіта та кар'єра» (2006, 2009, 2010, 2012, 2013 р.) — за активну профорієнтаційну роботу серед молоді та високу професійну підготовку фахівців; «Інноватика в освіті України» (2010 р., 2012 р.) — за активне впровадження у навчальний процес освітніх інновацій; «Сучасні навчальні заклади-2011», «Сучасна освіта в Україні» (2011 р.) — за високі творчі досягнення в удосконаленні змісту навчально-виховного процесу національної системи освіти, «Сучасні заклади освіти — 2013» — за вагомий внесок у розвиток національної освіти дипломами МОНУ «Лідер вищої освіти України — 2012» та «Лідер національної системи рейтингового оцінювання вищих навчальних закладів України — 2012».
- Колектив Університету нагороджений Міжнародною кадровою Академією — Орденом «Пошани» (2002), у рамках Міжнародного Академічного рейтингу популярності «Золота Фортуна» — Срібною стелою та Дипломом Якості (2003), срібною медаллю «10 років Незалежності України», орденом «Святий Дмитро Солунський», бронзовою медаллю за підсумками VIII Міжнародної виставки навчальних закладів «Сучасна освіта-2005».
- ДонНУЕТ нагороджений Міжнародним знаком «Золота медаль Сократа» за вагомі наукові дослідження та їх розповсюдження (Лондон, 2012).
- За результатами рейтингу МОН України університет тричі був переможцем у групі економічних та гуманітарних вищих навчальних закладів (2005—2006, 2006—2007, 2007—2008 н.р.).
- У жовтні 2024 року, Державна служба якості освіти, як центральний орган виконавчої влади України, що реалізує державну політику у сфері освіти, зокрема з питань забезпечення якості освіти, оприлюднив оновлений рейтинг університетів, які мають високий ступінь ризику. До переліку університетів з високим ступенем ризику увійшов, зокрема, й Донецький національний університет економіки і торгівлі імені Михайла Туган-Барановського[10][11][12].